# Mieczysława Śleczkowska
Mieczysława Śleczkowska (ur. 1849 gdzieś w Galicji, zm. 1910 w Krakowie) – polska pisarka książek dla dzieci. 
Była nauczycielką szkół ludowych. W 1894 ukończyła studia na Uniwersytecie Jagiellońskim. W 1897 została dyrektorką XIII Szkoły Wydziałowej w Krakowie im. Adama Mickiewicza (do-1909). Działała w Towarzystwie Nauczycieli Szkół Ludowych i Wydziałowych przy Oddziale Towarzystwa Pedagogicznego w Krakowie (TNSLiW) samego założenia go w roku 1903. W latach 1907–1908 była wiceprezesem zarządu Związku Nauczycieli Ludowych w Galicji.

## Dzieła
Była autorką następujących książek:
- Września. Podarek gwiazdkowy dla polskiej dziatwy od Krakowskiego Koła Pań Towarzystwa "Szkoły Ludowej", wyd. I – Kraków 1901, wyd. II - Kraków 1902 (Księgarnia D.E. Friedleina).
- Wśród dziejowej zawieruchy. Obrazki historyczne od 1758–1796, wyd. I – Kraków 1903, wyd. II – Lwów-Warszawa 1922.
- Z naszego skarbca. Obrazek z życia szkolnego, Kraków 1898.
- Z orląt, orły. Powiastki i obrazy historyczne, wyd. I – Kraków 1906, wyd. II – Lwów 1921.
- Ksiądz Mackiewicz, bojownik za wiarę i wolność. Powiastka historyczna w r. 1863. wyd. I – Kraków 1895, wyd. II – Kraków 1904, wyd. III – Chicago (USA) 1907, nakł. Wł. Dyniewiecza, wyd. IV – Kraków 1909, wyd. V – Mikołów-Warszawa 1912, wyd. VI – Grudziądz 1914, wyd. VII – Grudziądz 1916, wyd.. VIII – Grudziądz ok. 1924 (?).
- Za świętą sprawę: Powiastka historyczna z powstania roku 1863, Spółka Wydawnicza K. Miarki, 19??.